# Friedrich Joseph Haass

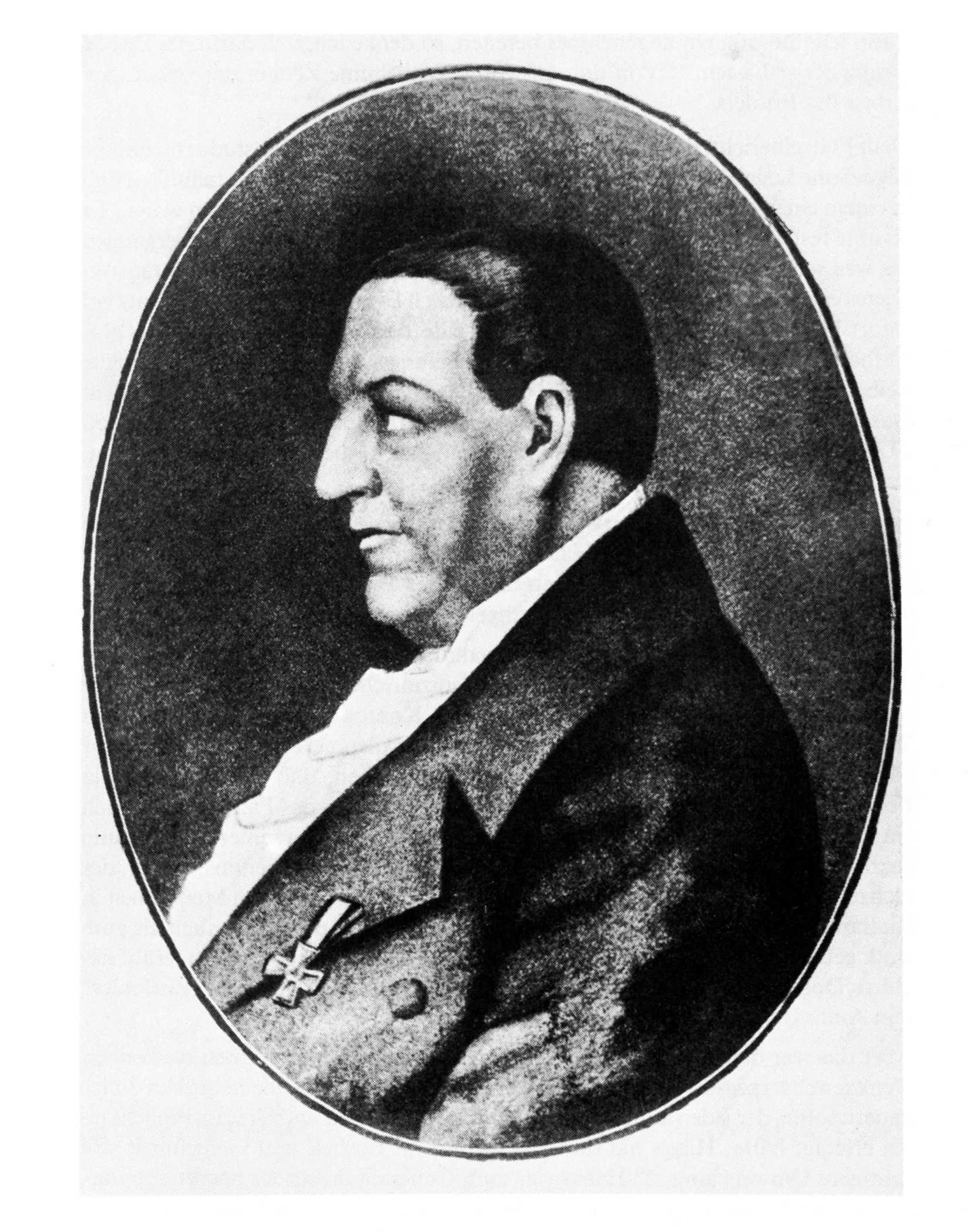
Friedrich Joseph Haass.

Friedrich Joseph Haass (ryska: Фёдор Петрович Гааз, Fjodor Petrovitj Gaaz), född den 10 augusti 1780 i Münstereifel nära Köln, död den 16 augusti 1853, var en tyskfödd rysk fängelseläkare och filantrop.
Haass blev 1806 överläkare vid Pavlovska sjukhuset i Moskva. Hans utnämning till ordförande i sällskapet för fängelsevård (1829) hade ett epokgörande inflytande på den ryska rättsmedicinen och fångvården genom en mängd praktiska reformer ur sanitär och sedlig synpunkt, särskilt i fråga om det sibiriska deportationssystemet. Genom personlig beröring med fångarna, brevväxling med mera fick Haass en djup inblick i fångarnas andliga och materiella förhållanden och kallades av dem "den helige doktorn" på grund av sin outtröttliga hjälpsamhet och givmildhet. Med enskilda medel grundlade han i Moskva ett fattigsjukhus (Gaazovskaja), som senare fick namnet "Kejsar Alexander III:s sjukhus". Där hade han en oerhört stor kostnadsfri praktik. År 1848 lugnade han den genom koleran uppskrämda befolkningen genom tal på gatorna och genom att under bar himmel sätta sig i ett badkar, där en kolerapatient nyss avlidit. Haass skrev Ma visite aux eaux d'Alexandre en 1809-10 (en studie av de kaukasiska mineralkällorna) och Appel aux femmes (postum).